# Winter-Universiade 1964/Eiskunstlauf
Bei der Winter-Universiade 1964 wurden drei Wettbewerbe im Eiskunstlauf ausgetragen.

## Bilanz

### Medaillenspiegel
| Platz  | Land             | Gold | Silber | Bronze | Gesamt |
| ------ | ---------------- | ---- | ------ | ------ | ------ |
| 1      | Japan            | 1    | 2      | –      | 3      |
| 2      | Tschechoslowakei | 1    | –      | 1      | 2      |
| 2      | Ungarn           | 1    | –      | –      | 1      |
| 4      | DDR              | –    | 1      | –      | 1      |
| 5      | Österreich       | –    | –      | 1      | 1      |
| 5      | Sowjetunion      | –    | –      | 1      | 1      |
| Gesamt | Gesamt           | 3    | 3      | 3      | 9      |

### Medaillengewinner
| Disziplin | Gold                           | Silber                       | Bronze                            |
| --------- | ------------------------------ | ---------------------------- | --------------------------------- |
| Frauen    | Miwa Fukuhara                  | Junko Ueno                   | Helli Sengstschmid                |
| Männer    | Karol Divín                    | Nobuo Satō                   | Waleri Meschkow                   |
| Paarlauf  | Györgyi Korda / Pál Vásárhelyi | Jutta Peters / Wolfgang Kunz | Irena Spatenková / Michal Jiránek |